# اوروش پالیبرک
اوُروش پالیبرک(به انگلیسی: Uroš Palibrk)، (زاده ۲۲ مارس ۱۹۹۲ در کرانی)، مهاجم اسلوونیایی است.